# Yan Valery
Yan Valery (* 22. Februar 1999 in Champigny-sur-Marne) ist ein französisch-tunesischer Fußballspieler, der aktuell bei Sheffield Wednesday spielt.

## Karriere

### Verein
Yan Valery, der durch seinen Vater martinikanischer sowie durch seine Mutter tunesischer Herkunft ist, ist im Pariser Ballungsraum geboren und aufgewachsen und begann bei AS Outre-Mer du Bois l’Abbé mit dem Fußballspielen, bevor er über den Umweg Champigny FC 94 in die Bretagne in das Nachwuchsleistungszentrum von Stade Rennes wechselte. Später zog es ihn nach England in die Jugendakademie des FC Southampton, wo er sämtliche Jugendmannschaften durchlief. Sein Debüt in der Premier League gab Valery am 1. Dezember 2018 im Alter von 19 Jahren beim 2:2 am 14. Spieltag der Premier League gegen Manchester United. Schnell erkämpfte er sich einen Stammplatz und wurde dabei als rechter Mittelfeldspieler oder als rechter Außenverteidiger eingesetzt. In der Folgesaison verlor Yan Valery seinen Stammplatz. Im Januar 2021 wurde er an Zweitligist Birmingham City verliehen.
Am 1. September 2022 schloss sich Valery dem SCO Angers an, wo er einen Vierjahresvertrag unterschrieb.
Im Sommer 2024 wechselte er zu Sheffield Wednesday.

### Nationalmannschaft
Valery hat für die U17 und U18 Auswahlen Frankreichs gespielt.  Im Januar 2019 traf er sich mit dem tunesischen Trainer Alain Giresse und erklärte sich bereit, für die tunesische Fußballnationalmannschaft zu spielen.